# Philadelphia air-shot
Philadelphia air-shot is een muziekalbum van de Britse band Radio Massacre International (RMI).
In 2007 bracht de band het muziekalbum Rain Falls in Grey uit, opgedragen aan Syd Barrett van Pink Floyd, die toen net overleden was. In 2007 gaf RMI een concert voor klein publiek bij de omroep WXPN in Philadelphia en dit is een weergave van het tweede deel van dat concert, het publiek is niet te horen. RMI staat erom bekend dat zij gedurende zijn concerten nog weleens uitgebreid improviseert en dat is hier het geval. Als uitgangspunt heeft de band genomen haar eigen compositie Bettr'r day-s van eerder genoemd album. De basistrack van rond de 11 minuten duurt nu 56 minuten. Er is geen nieuwe titel aan het werk gegeven. Voor wat betreft de muziek, deze lijkt meer op de oude Tangerine Dream dan op de oude Pink Floyd.

## Musici
- Steve Dinsdale, Duncan Goddard, Gary Houghton - synthesizers, elektronica

## Muziek
| Nr. | Titel         | Duur  |
| --- | ------------- | ----- |
| 1.  | Bettr'r day-s | 56:00 |